# Carlos Domingos
Carlos Domingos é um publicitário, empresário e escritor brasileiro. Nasceu no dia 1 de novembro de 1968, em São José dos Campos, São Paulo. Foi redator e diretor de criação de alguns dos anúncios mais famosos do Brasil, entre eles a versão impressa de “Hitler”, para o jornal Folha de S.Paulo. Em 1999, junto com Ana Lúcia Serra e Tomás Lorente, fundou a Agência Age, hoje parte da holding Isobar. É autor de dois livros e foi colunista do jornal Valor Econômico.

## Trajetória profissional
Ilustrador desde criança, aos 13 anos passou a publicar semanalmente tirinhas do personagem Dito Cunha, no jornal Vale Paraibano, de São José dos Campos. Seu plano quando ingressou no curso de Publicidade da ESPM era ser diretor de arte. Ao descobrir seu daltonismo, acabou se tornando redator.

### Estágios
Durante a faculdade, foi estagiário de arte na PA Publicidade, a house do Grupo de Pão de Açúcar. Em 1991, já como redator, passou 6 meses como estagiário na JWT e, em 1992, outros 6 meses estagiando na W/Brasil.

### Empregos
Seu primeiro emprego foi como redator na agência MPM/Lintas, que mais tarde se tornou a Loducca. Em 1994, foi contratado pela DM9DDB, agência criada por Nizan Guanaes, que havia deixado a W/Brasil. Trabalhou em algumas das campanhas mais notáveis criadas pela agência e junto de alguns dos nomes mais conhecidos do mercado publicitário brasileiro como Camila Franco, Marcello Serpa, Alexandre Gama e seu dupla, Tomás Lorente.
Em 1998, a DM9DDB se tornou a primeira agência brasileira a ganhar o prêmio Agência do Ano, no Festival Internacional de Publicidade de Cannes. Em 1999, repetiu o feito.

### Agência Age.
Em 1999, ao sair da DM9DDB, procurou Ana Lúcia Serra. Os dois, junto com Tomás Lorente, montaram a Agência Age, hoje Age Isobar, que tinha investimento do grupo francês Havas. Em 2004, junto com Ana Lúcia, comprou a parte dos sócios estrangeiros.

## Anúncios famosos

### Redacão
- Palavras I - Hitler

Agência: DM9DDB
Anunciante: Folha de S. Paulo
- Palavras II — Chegada do Homem à Lua

Agência: DM9DDB
Anunciante: Folha de S. Paulo
- Dobra de revista

Agência: DM9
Anunciante: Valisère
- São 151 cavalos que se comportam como porcos

Agência: DM9
Anunciante: Mitsubishi Motors

### Redação e criação
- Uma roupa que aparece até quando não está usando

Agência: DM9DDB
Anunciante: Cia. Marítima
- Sony tem tela plana. As outras têm tela chata

Agência: age.
Anunciante: Sony
- Quinta, 22, ninguém vai estar em outro canal (sósias)

Agência: age.
Anunciante: MTV Brasil
- Nesta cadeira de rodas você nem repara

Agência: age.
Anunciante: ADD – Associação Desportiva para Deficientes
- Assista para não ficar com marcas de inexpressão no rosto

Agência: age.
Anunciante: Canal GNT

## Polêmicas

### Saída da MPM/Lintas
De 1993 a 1994, Carlos Domingos foi redator na agência MPM /Lintas, que mais tarde se tornaria a Loducca. Quando saiu, para ser redator na DM9, Nizan Guanaes publicou um anúncio sobre a chegada do novo funcionário com o título “Carlos Domingos. Agora também sábados e feriados”. O anúncio causou mal-estar entre Carlos Domingos e seus ex-chefes, por dar a impressão de que na MPM/Lintas os publicitários não trabalham tanto assim.

### Saída da DM9
Carlos Domingos era frequentemente apontado como sucessor de Nizan Guanaes na direção de criação da DM9. Sua saída da agência, no dia 14 de julho de 1999 (poucos dias após a DM9 ter sido eleita pela segunda vez consecutiva Agência do Ano, em Cannes), surpreendeu o mercado. O jornal Meio&Mensagem, o mais respeitado veículo sobre comunicação e marketing do país, escreveu:
O publicitário Carlos Domingos está saindo da DM9DDB, agência na qual atuava como diretor de criação. Domingos era um dos profissionais que Nizan Guanaes estava preparando para ganhar mais poder em um futuro processo sucessório para o comando criativo da agência.

Domingos não se pronunciou sobre os motivos que levaram à sua saída, mas quando seu dupla de criação, Tomás Lorente, também pediu demissão (por telefone, já que estava em Madri a trabalho), o Meio & Mensagem publicou uma reportagem especulando que o pano de fundo das saídas seria a proximidade da venda total das ações dos sócios nacionais da DM9 à DDB.

### Relacionamento com Tomás Lorente
Duplas na DM9, Carlos Domingos e Tomás Lorente eram amigos e parceiros profissionais. Quando Carlos saiu da DM9, Tomás decidiu sair junto. Um dia depois já estavam reunidos para criar uma nova agência, a age. Trabalharam juntos por mais cinco anos, até que Tomás rompeu a sociedade e a amizade com Carlos. Tomás morreu no dia dois de julho de 2009, vítima de um enfarte. Carlos escreveu a ele uma carta de despedida em que lamentava não ter resolvido a discordância em definitivo.

### Anúncio tirado de circulação
Ainda na DM9, criou um anúncio para a empresa de endomarketing Incentive House – hoje Accetiv Metric – que mostrava uma foto do Congresso brasileiro vazio com a frase “Precisando incentivar seus funcionários?”. O anúncio foi publicado, mas causou desconforto em Brasília e acabou sendo tirado de circulação.

## Prêmios
Seus trabalhos já receberam 12 leões em Cannes, o Grand Prix do Festival Ibero-Americano de Publicidade, o Prêmio Profissionais do Ano, o Prêmio Abril de Publicidade, o Arts Directors Awards, o Clio Awards, o prêmio Melhor Anúncio do Mundo, da Advertising Age e foram incluídos nos anuários do Clube de Criação de São Paulo.

## Livros
É autor de dois livros:
- “Criação sem Pistolão”, que conta a história da publicidade criativa no mundo e dá dicas práticas para quem quer entrar numa grande agência. O livro, publicado pela editora Elsevier, já está em sua 10ª edição e foi adotado por dezenas de faculdades no Brasil.[9]

- “Oportunidades Disfarçadas”, que conta a história de 200 empresas ou empresários que souberam usar os momentos de crise para dar uma guinada em seus negócios. Foi publicado no Brasil, no ano 2009, e em Portugal, em 2010. O livro nasceu por causa de uma coluna escrita para o jornal Valor Econômico, em que Carlos contava a história da Avon e que recebeu 100 emails de leitores.[10]